# Jan z Pernsteinu

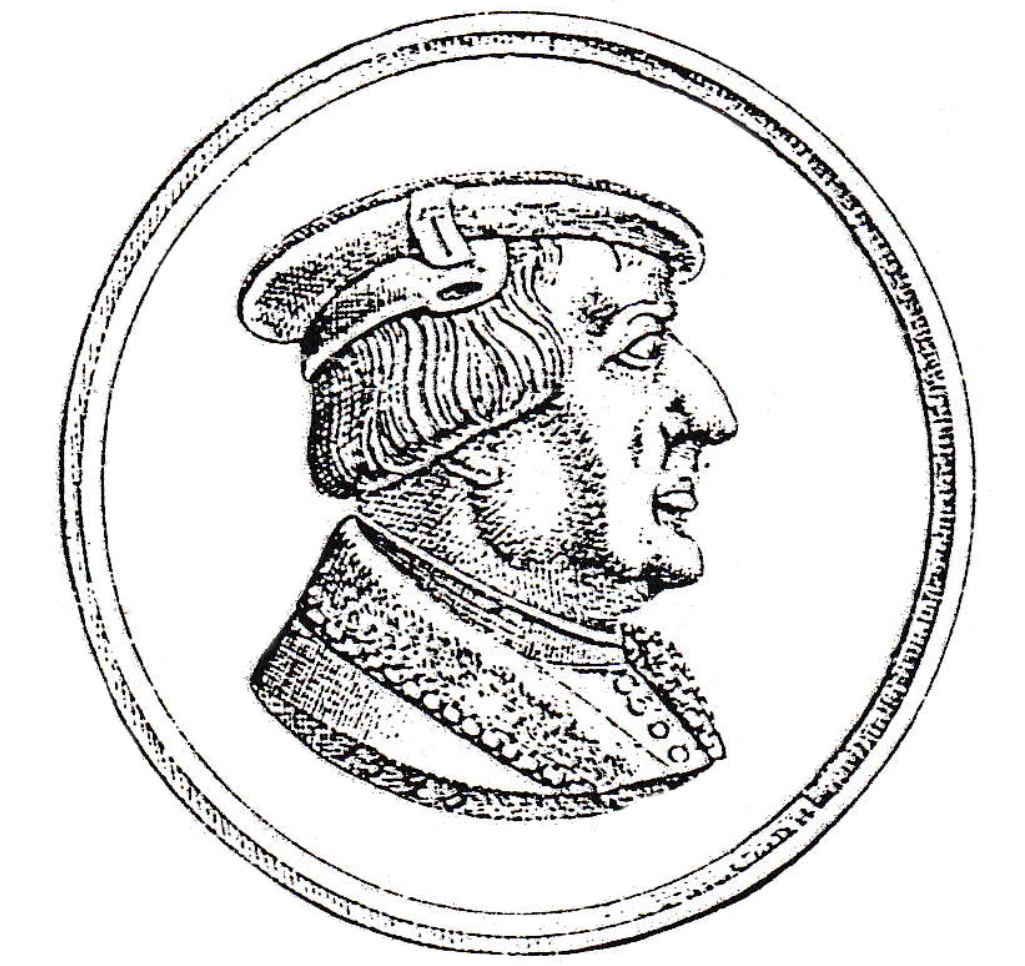
Wygląd Jana z Pernsteinu znany jedynie z reliefu jego medalu pamiątkowego

Jan z Pernsteinu (cz. Jan z Pernštejna lub Jan z Pernštejna, a na Helfštejně lub Jan Bohatý; niem. Johann von Pernstein lub Hans von Pernstein auf Helfenstein; ur. 14 listopada 1487 w Moravskim Krumlovie, 8 września 1548 w Židlochovicach) – morawski i czeski szlachcic z rodu Pernsteinów.
Był starszym synem Wilhelma II z Pernsteinu. Od 1515 do 1519 pełnił urząd hetmana Moraw, w latach 1526–1528 i 1530–1532 zarządca Moraw. W latach 1537–1548 hrabia Kłodzka. Był właścicielem m.in. Pardubic, które po pożarze w 1538 odbudował w stylu renesansowym.

## Regent księstwa cieszyńskiego
W latach 1525 i 1528 zawarł umowę z księciem cieszyńskim Kazimierzem II. Umowa ta miała na celu zapewnienie wnukowi Kazimierza II, Wacławowi Adamowi bezpiecznego objęcia tronu po dziadku. Po śmierci Kazimierza II (co nastąpiło w 1528) Jan z Pernsteinu miał objąć opiekę nad Wacławem III Adamem, do czasu jego pełnoletniości, kiedy to miało również nastąpić małżeństwo z jego córką, Marią z Pernsteinu (co nastąpiło w 1540). Przez ten okres Jan z Pernsteinu miał również objąć rządy regencyjne wraz z matką Wacława III Adama, Anną Hohenzollern. Współrządził z nią do jej śmierci, w 1539, po czym zarządzał księstwem cieszyńskim samodzielnie do czasu objęcia tronu przez Wacława III Adama, na początku lat 40. XVI wieku. Jan z Pernsteinu czasem przybywał na teren księstwa, czego dowodem są wystawione tu przez niego dokumenty.

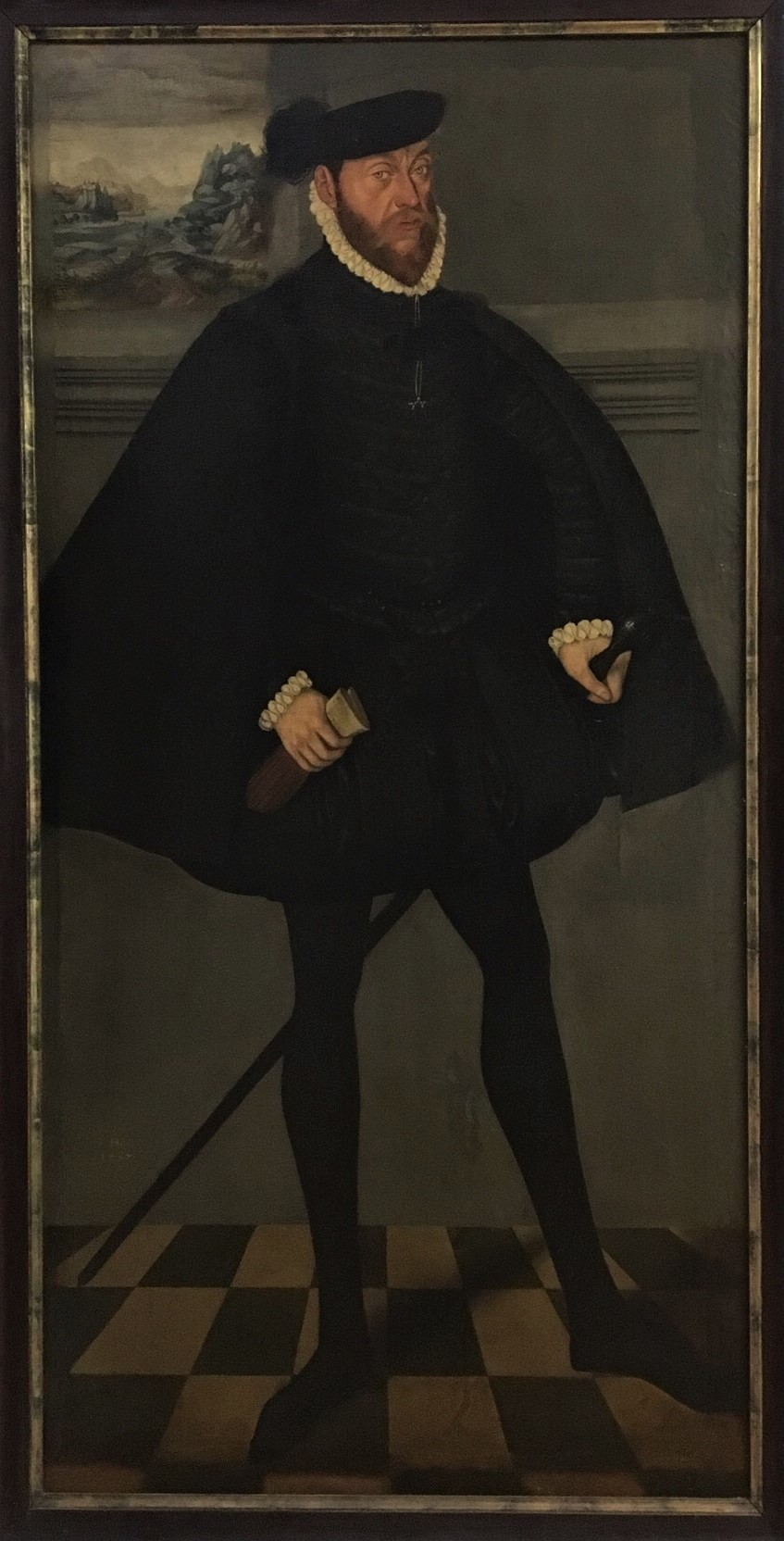
Jarosław z Pernsteinu (14 listopada 1528 – 27 lipca 1560), najstarszy z trzech synów Jana z Pernsteinu
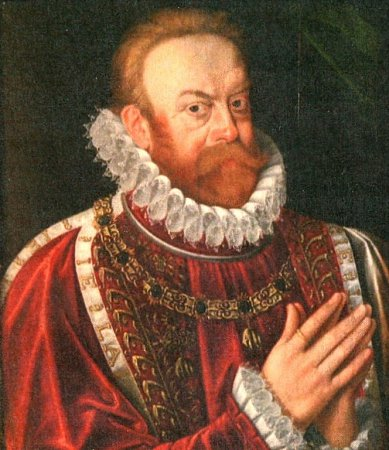
Wratysław II z Pernsteinu zwany Piękny (9 lipca 1530 – 27 października 1582)
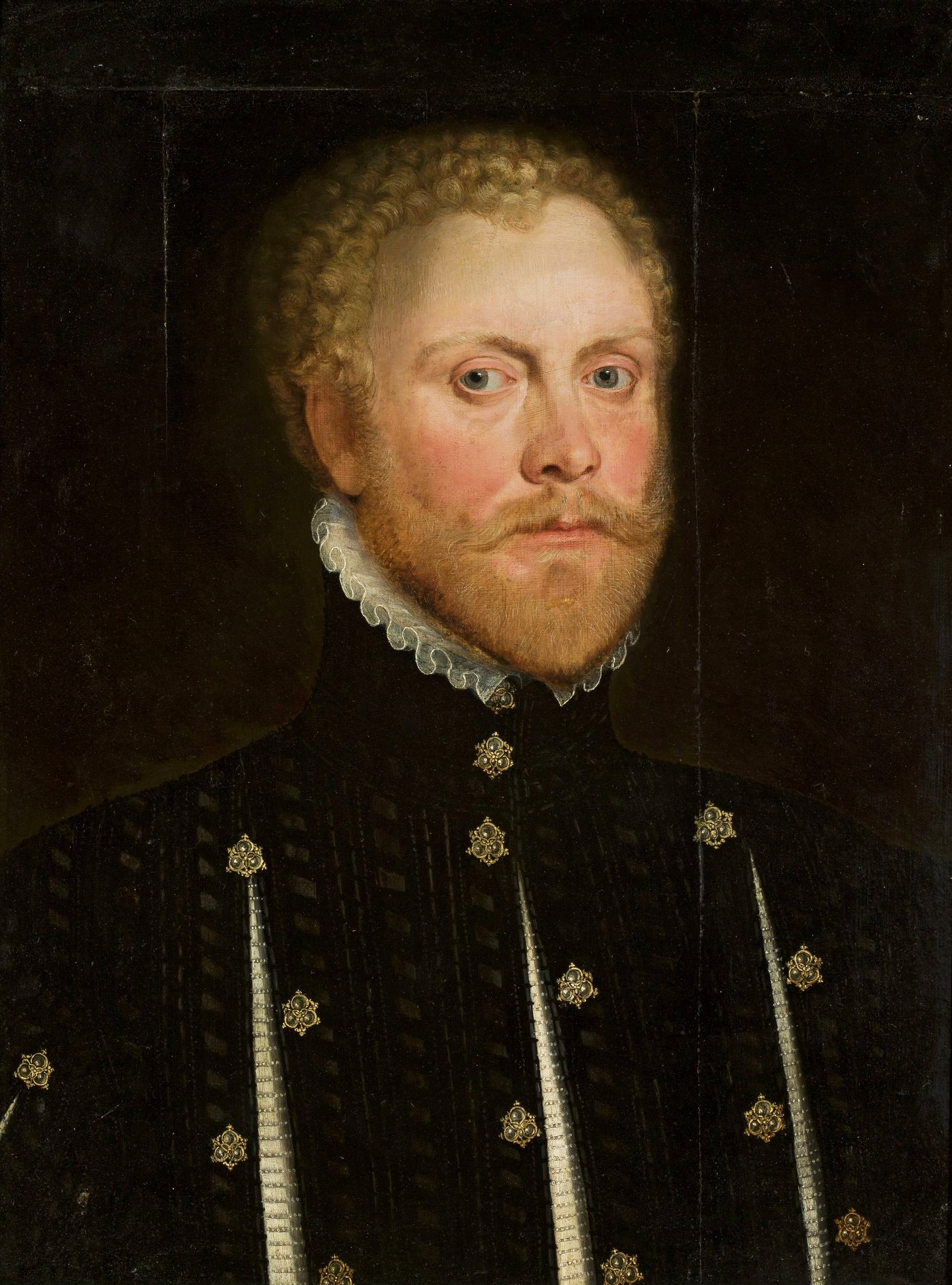
Wojciech II z Pernsteinu (7 października 1532 – 17 lipca 1561), najmłodszy syn Jana z Pernsteinu